# Westermannia ossicolor
Westermannia ossicolor är en fjärilsart som beskrevs av W. Warren 1914. Westermannia ossicolor ingår i släktet Westermannia och familjen trågspinnare. Inga underarter finns listade i Catalogue of Life.